# Martin Abraham Stock
Martin Abraham Stock (* 20. August 1892 in Hamburg als Abraham Martin Stock; † 21. September 1970 ebenda) war ein deutscher Überlebender des Holocaust und Fußballfunktionär. Im November 1941 wurde er deportiert und überlebte bis zu seiner Befreiung im April 1945 mehrere Konzentrationslager. 1950 war er das nach langer Zeit erste DFB-Vorstandsmitglied jüdischen Glaubens.

## Frühes Leben und Tätigkeiten im Sport
Stock trat 1908 im Alter von 16 Jahren der Altonaer Spielvereinigung in der damals noch selbstständigen und heute zu Hamburg zählenden Stadt Altona bei und war dort zunächst als Schlagballspieler aktiv, ehe er sich später dem Fußball zuwandte. Er meldete sich im August 1914 mit dem Beginn des Ersten Weltkrieges für den Einzug ins Heer, aus welchem er 1916 infolge der Judenzählung aufgrund seines jüdischen Glaubens ausgeschlossen wurde. Deutsche Juden waren auch vor der Machtergreifung der Nationalsozialisten erheblicher Diskriminierung ausgesetzt. Stock bemühte sich womöglich auch vor diesem Hintergrund um eine möglichst starke Anpassung an die Mehrheitsgesellschaft und führte seinen zweiten Vornamen Abraham nicht.
In den 1920er-Jahren gehörte er bei der Altonaer Spielvereinigung der ersten Fußballmannschaft an und wurde zudem in den Vorstand des Vereins aufgenommen. Dazu begann er eine Tätigkeit als Schiedsrichter und übernahm eine Funktion im Norddeutschen Fußball-Verband (NFV), wobei ein Teil der damaligen NFV-Funktionäre als antisemitisch galt. Hauptberuflich übernahm er erst die Tuchfirma seines verstorbenen Vaters und führte anschließend bis ins Frühjahr 1933 einen mithilfe seiner Geschwister gegründeten Nachfolgebetrieb. Darauf folgte ein Jahr als Handelsvertreter eines Stoff-Großhändlers, ehe die jüdischen Inhaber emigrierten und er fortan auf öffentliche Fürsorge angewiesen war.

## NS-Zeit, Deportation und Befreiung
Mit der Machtergreifung der Nationalsozialisten im Jahr 1933 und der damit sehr stark zunehmenden Ausgrenzung von Juden wurde er aus dem NFV ausgeschlossen und konnte auch seiner Tätigkeit als Schiedsrichter nicht weiter nachgehen. Von der Altonaer Spielvereinigung erfuhr er jedoch weiterhin einen gewissen Rückhalt. Während der ersten Jahre unter der NS-Herrschaft wirkte er als Spieler, Schiedsrichter und Verwaltungsfachmann für die jüdische Sportgruppe Schild, womit er dem Fußball weiter nachgehen konnte. Durch die Novemberpogrome 1938 wurde die Sportgruppe jedoch zerschlagen.
Stock wurde am 12. Dezember 1936 wegen „Rassenschande“ durch Beamte der Gestapo verhaftet. Hintergrund war die Beziehung zu seiner Lebensgefährtin Clara Meyer, die als Arierin galt und mit der er in demselben Haus an der Hamburger Binnenalster wohnte. Nach Kriegsende gab er an, dass er maßgeblich durch ein Leumundszeugnis des SS-Angehörigen und Torjäger des HSV Otto Harder nach einem Monat aus dem Polizeigefängnis Fuhlsbüttel entlassen wurde.
Im Unterschied zu seinen Geschwistern floh Martin Abraham Stock nicht vor dem nationalsozialistischen Terror ins Ausland. Am 8. November 1941 zählte er zu 969 Hamburger Juden, die ins Ghetto Minsk deportiert wurden. Er war einer von lediglich acht Überlebenden dieser Deportation. Für rund dreieinhalb Jahre war er in verschiedenen Zwangs- und Konzentrationslagern inhaftiert, zuletzt im KZ Bergen-Belsen. Dort wurde er am 15. April 1945 durch britische Truppen befreit, wobei er zum Zeitpunkt der Befreiung bereits 52 Jahre alt war.

## Weiteres Wirken als Funktionär nach Kriegsende
Nach seiner Befreiung und dem Ende des Zweiten Weltkriegs blieb Stock in Deutschland und engagierte sich wieder im Fußball. Im Mai 1950 wurde er zum Leiter des Spielausschusses des Deutschen Fußball-Bundes und damit auch Mitglied im Vorstand des DFB. In der Geschichte des Verbands war er damit eines der ersten Vorstandsmitglieder jüdischen Glaubens. Mehrere hochrangige Funktionäre des DFB waren während der nationalsozialistischen Herrschaft Mitglieder der NSDAP gewesen. Der Verband zeigte einige Jahre nach Kriegsende kaum Beachtung für die nationalsozialistische Vergangenheit und auch Stocks jüdischer Glauben sowie seine Rolle als Opfer des NS-Regimes fand beim DFB keinerlei Erwähnung. Seine Zugehörigkeit zum Vorstand endete bereits im Oktober 1950, da er sich zur Auswanderung nach Brasilien entschied. Bei seinem Abschied würdigte ihn der DFB-Präsident Peco Bauwens, der zeitweilig ebenfalls NSDAP-Mitglied war, für seine „selbstlose und aufopferungsvolle Mitarbeit“.
In Brasilien lebte Stock bei seinem Bruder in Rio de Janeiro. Seinem Bruder war dort ein beruflicher Neuanfang gelungen und auch Martin bemühte sich darum, was ihm allerdings nicht gelang. Hinzu kamen erhebliche Differenzen zwischen den Brüdern, weswegen Martin Abraham Stock 1957 wieder nach Deutschland zurückkehrte. Er wirkte noch für einige Jahre als Schiedsrichter-Obmann beim Hamburger Fußball-Verband und leistete für diesen auch wichtige organisatorische Arbeit. Sein Tod im Jahr 1970 fand trotz seiner früheren Rolle beim DFB von dessen Seite keine Beachtung.